# J. T. Rutherford

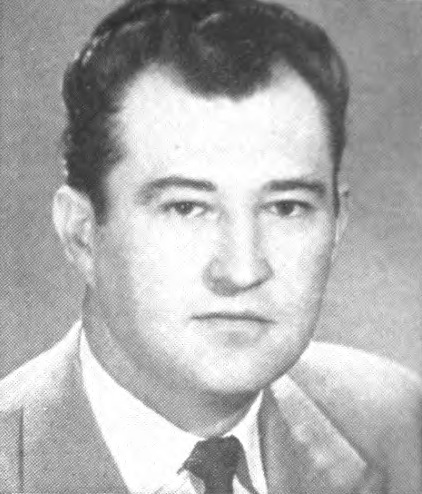
J. T. Rutherford (1961)

J. T. Rutherford (* 30. Mai 1921 in Hot Springs, Arkansas; † 6. November 2006 in Arlington, Virginia) war ein US-amerikanischer Politiker. Er vertrat den Bundesstaat Texas im US-Repräsentantenhaus.

## Werdegang
J. T. Rutherford wurde 1921 in Arkansas geboren. Anschließend zog seine Familie 1934 nach Odessa in Texas, wo er die öffentliche Schule besuchte. Während des Zweiten Weltkrieges verpflichtete er sich im United States Marine Corps. Dort diente er zwischen 1942 und 1946 und war 21 Monate in Übersee stationiert. In dieser Zeit wurde ihm das Purple Heart verliehen. Als Besatzungsmitglied eines Amphibienfahrzeugs landete er in der ersten Welle am D-Day in der Normandie. Davor war er an den Schlachten um Tarawa, Saipan und Tinian beteiligt. Bei Saipan wurde er verwundet. Nach dem Krieg trat er im Dienstgrad eines Majors in die United States Marine Corps Reserve ein.
Rutherford studierte von 1946 bis 1947 am San Angelo College und danach von 1947 bis 1948 am Sul Ross State College in Alpine. Anschließend besuchte er von 1948 bis 1950 die Law School der Baylor University in Waco. Danach übte er eine Tätigkeit als Geschäftsmann und Partner in einer Industrieelektrobaufirma aus. Bis zu seiner Wahl in ein Amt war er auch Eigentümer einer Werbeagentur.

## Politik
Von 1948 bis 1952 war er Abgeordneter im Repräsentantenhaus von Texas; von 1953 bis 1954 war er Mitglied des Senats von Texas. Anschließend wurde er in den 84. und die drei nachfolgenden Kongresse gewählt. Seine Amtszeit dauerte vom 3. Januar 1955 bis zum 3. Januar 1963. Er kandidierte 1962 für den 88. Kongress, wurde aber durch den Republikaner Ed Foreman besiegt. Während seiner Zeit als Abgeordneter versäumte er nur eine der etlichen tausend Abstimmungen. In seiner Amtszeit im Kongress verweigerte er die Unterzeichnung des Southern Manifesto, das sich gegen die Rassenintegration an öffentlichen Einrichtungen aussprach. Er war der erste Vorsitzende des Unterausschusses für Nationalparks im US-Repräsentantenhaus. Des Weiteren wurde ihm 1962 der U.S. Department of Interior's Conservation Service Award für seine Bemühungen als Vorkämpfer einer Naturschutzgesetzgebung verliehen. Dazu zählten Gesetze, die eine neue nationale Küste am Padre Island, Cape Cod National Seashore und Point Reyes in Kalifornien schufen. Nachdem er den Kongress verlassen hatte, gründete er die J. T. Rutherford & Associates, ein staatliches Beratungsunternehmen, dass für den Kongress arbeitet.
Rutherford verstarb am 6. November 2006 in Arlington.

## Hinweis
1. ↑  Rutherfords Vorname war tatsächlich J. T., die Buchstaben waren keine Abkürzung.